# Josef Nägele
Josef Anton Nägele (* 18. November 1863 in Fraxern; † 31. Mai 1938 in Weiler) war ein österreichischer Politiker (CSP), Landwirt und Gastwirt. Er war von 1919 bis 1923 Abgeordneter zum Vorarlberger Landtag. 

## Ausbildung und Beruf
Josef Nägele absolvierte die Pflichtschule, wobei er die Volksschule in seiner Heimatgemeinde Fraxern besuchte. Er war beruflich als Landwirt aktiv und arbeitete zudem als Stickereifergger. Des Weiteren arbeitete Nägele als Gastwirt und betrieb das Gasthaus zum Hirschen in Weiler. 

## Politik und Funktionen
Nägele war Mitglied der Christlichsozialen Partei und Mitglied des Konsumvereins, wobei er dem Konsumverein auch als Obmann vorstand. Er war zudem im Jahr 1895 Mitbegründer der Spar- und Darlehenskasse Weiler-Fraxern und fungierte von 1899 bis 1938 als Obmann dieser Spar- und Darlehenskasse. Des Weiteren engagierte sich Nägele 1899 als Mitbegründer des Vereins Eintracht und war am 22. Juli 1902 auch Mitbegründer der Brauereigenossenschaft Frastanz. Zudem wirkte er Mitbegründer des Ärztedistriktes Weiler (Weiler, Klaus, Fraxern, Viktorsberg, Röthis, Sulz). Nägele kandidierte bei der Landtagswahl 1919 im Wahlbezirk Feldkirch für die Christlichsoziale Partei und wurde in der Folge am 17. Juni 1919 als Abgeordneter zum Landtag angelobt. Er gehörte dem Vorarlberger Landtag bis zum 5. November 1923 an und wirkte im Landtag als Mitglied im Finanzausschuss, als Mitglied im Volkswirtschaftlichen Ausschuss und als Mitglied im Sanitätsausschuss. Nägele war des Weiteren Mitglied des Subventionsausschusses und Obmann im Steuerausschuss.

## Privates
Josef Anton Nägele wurde als Sohn von Alois Nägele (1837–1907) geboren, wobei sein Vater in Fraxern geboren wurde und starb. Seine Mutter Magdalena Nägele, geborene Summer (1832–1883) wurde hingegen in Weiler geboren. Josef Nägele heiratete am 10. Februar 1890 in Weiler die aus Klaus stammende Josefa Summer (1860–1908). Nach dem frühen Tod seiner Ehefrau heiratete Nägele am 20. September 1909 in Weiler ein zweites Mal. Seine 2. Gattin Maria Hämmerle (1884–1965) schenkte ihm einen Sohn.

## Auszeichnungen
- Ehrendiplom des Vorarlberger Genossenschaftsverbandes (für 25-jährige Tätigkeit)

## Gedenken

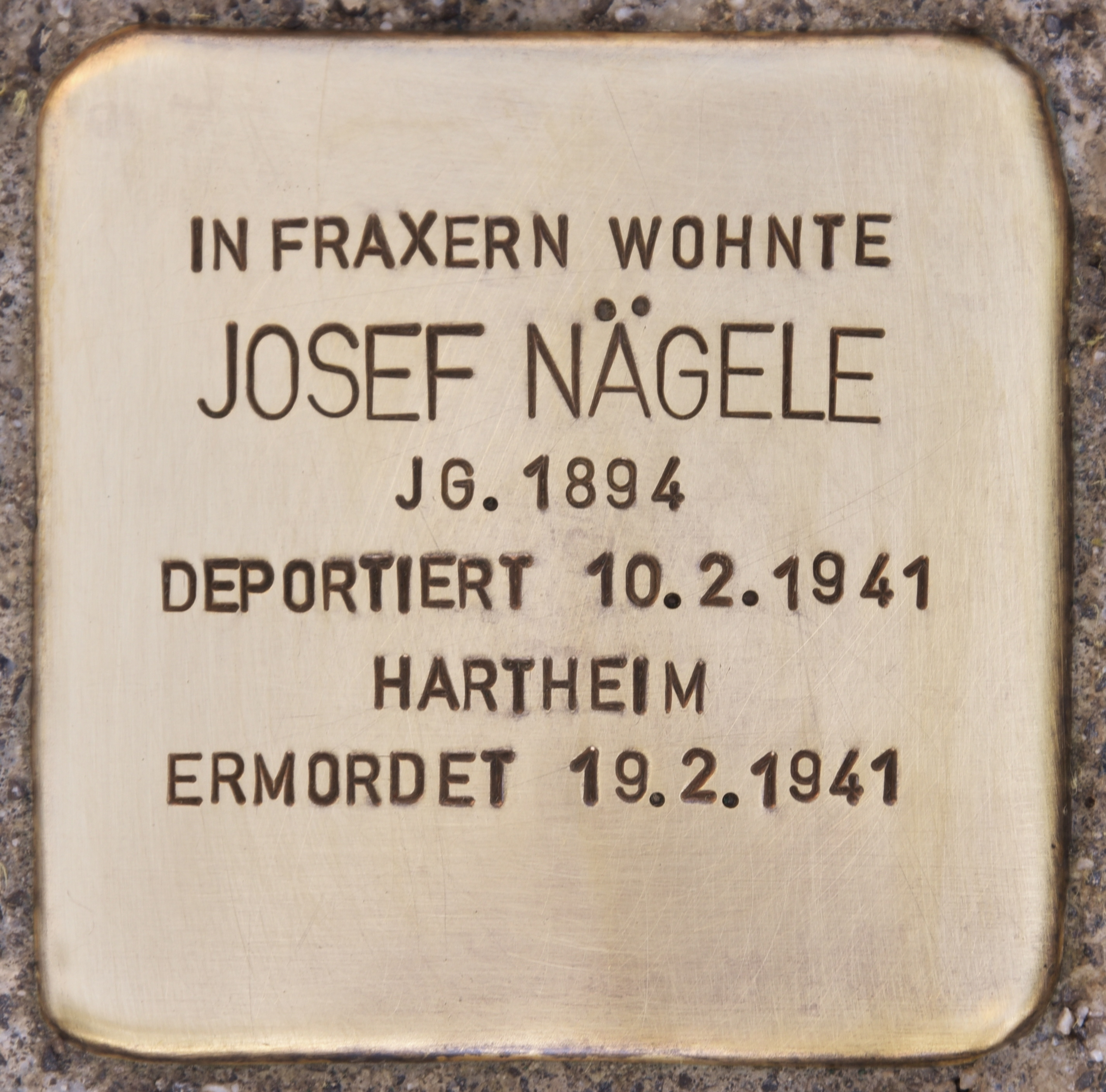
Stolperstein in Fraxern

Im März 2023 wurde ein Stolperstein in Fraxern verlegt.